# Unità equivalente ad album

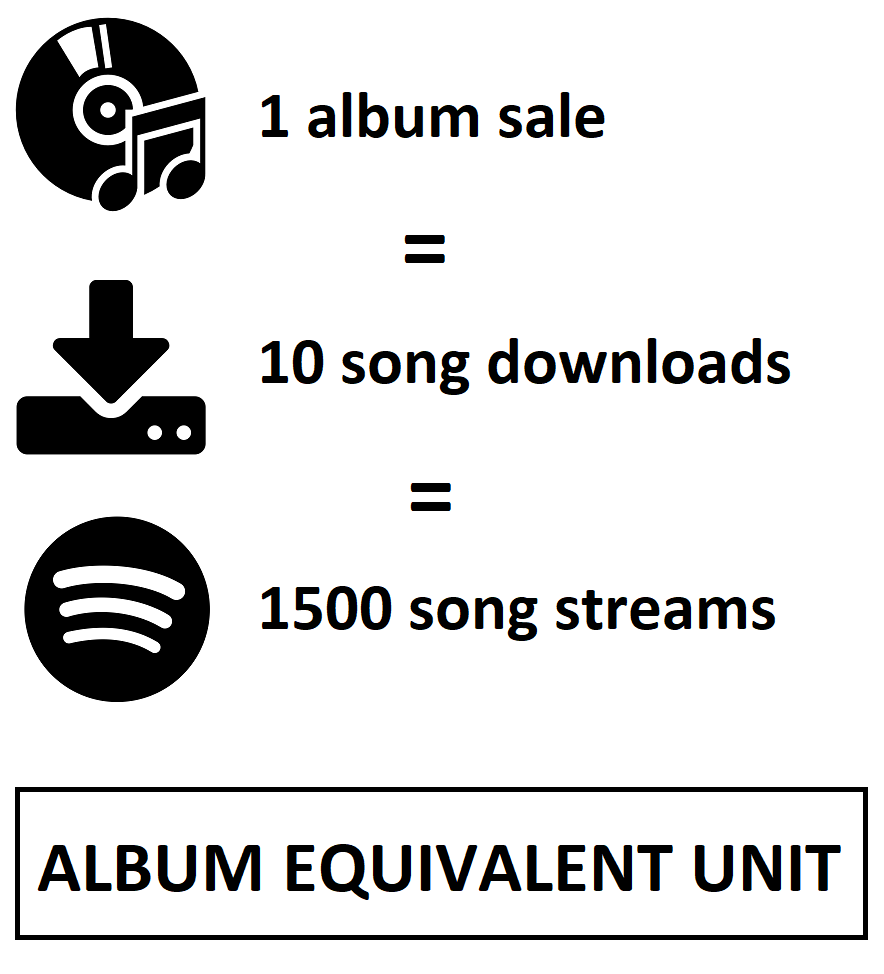
Album-equivalent unit negli USA, secondo la Recording Industry Association of America

Per unità equivalente ad album (in inglese album-equivalent unit) si intende un'unità di misura utilizzata dall'industria musicale per calcolare le vendite dei dischi prendendo in considerazione i download digitali e gli stream delle singole tracce in aggiunta alle tradizionali vendite di album interi in formato fisico. Il concetto è stato introdotto negli anni 2010 per rispondere al drastico calo della vendita di dischi fisici e al crescente successo delle piattaforme di streaming come metodo di consumo della musica.
L'utilizzo delle unità equivalenti ad album ha trasformato le classifiche da liste degli album più venduti a liste degli album più popolari. L'International Federation of the Phonographic Industry ha introdotto questo termine a partire dal 2013, utilizzando le unità equivalenti ad album come parametro di misura per gli artisti più popolari dell'anno. Al 2025, quasi tutte le classifiche ufficiali degli album e dei singoli più popolari in un determinato paese si basano sulle unità equivalenti ad album.
Per quanto riguarda le vendite mondiali in album equivalenti, l'International Federation of the Phonographic Industry (IFPI) riporta annualmente la classifica degli album, degli artisti e dei brani che hanno accumulato più unità.

## Utilizzo nelle classifiche

### Stati Uniti e Canada
A partire dal 13 dicembre 2014 la Billboard 200, la classifica degli album statunitense, ha iniziato a contare, oltre alle vendite pure, anche le unità equivalenti ad album. 10 tracce scaricate digitalmente e 1 500 riproduzioni in streaming su una vasta selezione di piattaforme (Spotify, Apple Music, Google Play, YouTube, Xbox Music, SoundCloud e altre) sono diventate l'equivalente di una copia di album venduta. I termini TEA (track-equivalent album) e SEA (streaming-equivalent album) sono impiegati per distinguere le unità equivalenti generate da download di tracce e da riproduzioni in streaming. Billboard ha continuato a pubblicare una classifica degli album più venduti considerando solo le copie pure, chiamata Top Album Sales. 1989 di Taylor Swift è stato il primo album in vetta alla Billboard 200 aggiornata, con 281 000 vendite pure e 58 000 unità equivalenti, per un totale di 339 000 copie vendute. L'8 febbraio 2015 la compilation Now That's What I Call Music! 53 è diventata il primo album nella storia della classifica a non raggiungere la vetta della Billboard 200, pur essendo l'album più venduto della settimana.
A luglio 2018 Billboard ha aggiustato le soglie per lo streaming per differenziare fra servizi a pagamento come Spotify Premium, Apple Music e Amazon Music Unlimited e gratuiti come l'opzione con pubblicità di Spotify, SoundCloud e YouTube. Da allora 1 250 riproduzioni in streaming premium e 3 750 gratuite equivalgono ad una copia di album venduta.

### Regno Unito e Irlanda

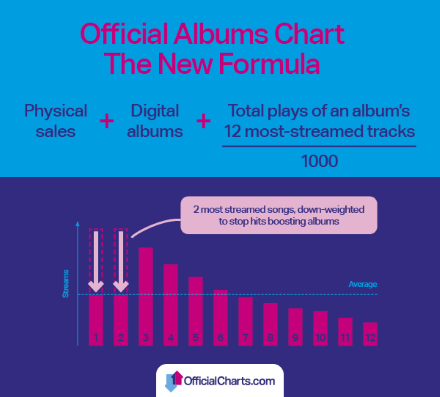
Metodo di conversione applicato dalla British Phonographic Industry

L'Official Charts Company, gestita dalla British Phonographic Industry, include le riproduzioni in streaming nell'Official Singles Chart e nell'Official Albums Chart da marzo 2015. La decisione è stata presa in seguito al raddoppiamento degli stream a livello nazionale nell'ultimo anno dai 7,5 miliardi nel 2013 ai 15 miliardi nel 2014. Secondo la metodologia britannica, si contano i 12 brani più riprodotti dell'album, ad esclusione dei due più popolari, le cui riproduzioni vengono normalizzate alla media degli stream delle altre tracce dell'album per evitare che i singoli gonfino eccessivamente il successo del disco. Il totale è diviso per 1 000 ed è aggiunto alle vendite "pure" dell'album. Nel 2017 la British Phonographic Industry ha riportato che lo streaming era stato responsabile del 50,4% del consumo di musica totale annuale. L'Irish Recorded Music Association ha adottato un sistema identico a quello britannico per l'Irish Singles Chart e per l'Irish Albums Chart.

### Germania
La Bundesverband Musikindustrie, che si occupa delle certificazioni tedesche e delle Offizielle Deutsche Charts, tiene conto delle riproduzioni in streaming a partire da febbraio 2016. Dato che le classifiche tedesche si basano non sulla quantità di dischi venduti ma sul ricavo generato dalle vendite, solo gli stream premium, ossia quelli derivanti da sottoscrizioni a pagamento a servizi di audio streaming, vengono contati. Almeno 6 canzoni dell'album devono essere riprodotte perché possano essere trasformate in vendita; il massimo di tracce contate è 12. Come accade nel Regno Unito, gli stream reali delle due tracce più riprodotte non vengono contati, ma vengono fatti equivalere alla media delle riproduzioni delle tracce successive per evitare che dei singoli di successo trainino da soli le vendite di un disco.

### Italia
In Italia è la Federazione Industria Musicale Italiana (FIMI) a stilare le classifiche nazionali e ad assegnare le certificazioni. Il concetto di unità equivalente ad album è stato introdotto nel 2015, quando lo streaming ha iniziato a contare per le classifiche e certificazioni italiane; per via della rapida crescita delle piattaforme di streaming e delle conseguenti certificazioni inflazionate, dal 2018 vengono contati solo gli stream premium. Un download digitale equivale a 130 riproduzioni in streaming premium, mentre 10 tracce scaricate o 1 300 stream premium formano una copia di album venduta; se una sola traccia di un album forma più del 70% dei suoi stream totali, gli ascolti di questa che eccedono la soglia verranno ignorati.

### Polonia
La Związek Producentów Audio-Video (ZPAV), l'associazione dell'industria musicale polacca, pubblica settimanalmente la classifica degli album più venduti a livello nazionale e si occupa delle certificazioni. In Polonia, a partire dal 28 febbraio 2017, dieci tracce scaricate e 2 500 stream di qualunque tipo equivalgono alla vendita di una copia di un album, mentre 250 stream corrispondono ad un download digitale per i singoli brani.

### Ungheria
L'associazione dell'industria musicale ungherese Magyar Hangfelvétel-kiadók Szövetsége (MAHASZ) responsabile della pubblicazione delle classifiche nazionali, secondo il regolamento vigente dal 1º gennaio 2018, fa equivalere alla vendita di un album 4 vendite di CD singolo, 10 vendite digitali di tracce, 1 000 stream premium, e 5 000 stream gratuiti.

## Utilizzo nelle certificazioni musicali
| Paese       | Stream oppure ricavato per unità di album  | Ente                                                                              | Note |
| ----------- | ------------------------------------------ | --------------------------------------------------------------------------------- | --- |
| Argentina   | 2 000 (stream audio) 10 000 (stream video) | Cámara Argentina de Productores de Fonogramas y Videogramas                       | Vengono contate anche le unità totalizzate prima della pubblicazione dell'album. |
| Austria     | 1 000 (solo premium)                       | IFPI Austria                                                                      | Vengono prese in considerazione solo le unità totalizzate dalle dieci tracce che vanno dalla terza alla dodicesima più riprodotta dell'album settimana dopo settimana; le unità risultanti dalle due tracce più ascoltate non contano per l'album. |
| Brasile     | 2 000 (stream audio) 10 000 (stream video) | Pro-Música Brasil                                                                 | Vengono contate anche le unità totalizzate prima della pubblicazione dell'album. |
| Canada      | 1 500                                      | Music Canada                                                                      | Vengono contate anche le unità totalizzate prima della pubblicazione dell'album. |
| Danimarca   | 1 000                                      | IFPI Danmark                                                                      | Se una sola traccia di un album forma più del 70% dei suoi stream totali, le sue unità risultanti verranno ridotte alla media delle tracce dell'album.                                                                                             |
| Filippine   | 200 ₱                                      | Philippine Association of the Record Industry                                     | |
| Francia     | 1 500 (solo premium)                       | Syndicat national de l'édition phonographique                                     | Gli stream della traccia più riprodotta vengono dimezzati. |
| Germania    | 2 000 (premium) 20 000 (ad-supported)      | Bundesverband Musikindustrie                                                      | Solo gli ascolti delle 12 canzoni più ascoltate del disco settimana per settimana sono tenuti in considerazione. Gli stream delle due tracce più riprodotte vengono trasformati nella media delle riproduzioni di tutte le canzoni dell'album.     |
| Giappone    | 1 440                                      | Oricon/Recording Industry Association of Japan                                    | |
| Hong Kong   | 40 $                                       | Hong Kong Recording Industry Alliance Limited                                     | |
| India       | 1 000 (stream audio) 3 000 (stream video)  | Indian Music Industry                                                             | Vengono contate anche le unità totalizzate prima della pubblicazione dell'album. |
| Irlanda     | 1 000                                      | Irish Recorded Music Association                                                  | Solo gli ascolti delle 12 canzoni più ascoltate del disco settimana per settimana sono tenuti in considerazione. Gli stream delle due tracce più riprodotte vengono trasformati nella media delle riproduzioni di tutte le canzoni dell'album.     |
| Italia      | 1 300 (solo premium)                       | Federazione Industria Musicale Italiana                                           | Se una sola traccia di un album forma più del 70% dei suoi stream totali, le unità risultanti che eccedono il 70% non verranno contate. |
| Lettonia    | 1 000                                      | Latvijas Izpildītāju un producentu apvienība                                      | Vengono contate anche le unità totalizzate prima della pubblicazione dell'album. |
| Lituania    | 1 000                                      | AGATA                                                                             | Vengono contate anche le unità totalizzate prima della pubblicazione dell'album. |
| Norvegia    | 1 000                                      | IFPI Norge                                                                        | Vengono contate anche le unità totalizzate prima della pubblicazione dell'album. |
| Paesi Bassi | 2 150                                      | Nederlandse Vereniging van Producenten en Importeurs van beeld- en geluidsdragers | Vengono contate anche le unità totalizzate prima della pubblicazione dell'album. |
| Polonia     | 2 500                                      | Związek Producentów Audio-Video                                                   | Vengono contate anche le unità totalizzate prima della pubblicazione dell'album. |
| Regno Unito | 1 000                                      | British Phonographic Industry                                                     | Solo gli ascolti delle 12 canzoni più ascoltate del disco settimana per settimana sono tenuti in considerazione. Gli stream delle due tracce più riprodotte vengono trasformati nella media delle riproduzioni di tutte le canzoni dell'album.     |
| Rep. Ceca   | 2 700                                      | ČNS IFPI                                                                          | Vengono contate anche le unità totalizzate prima della pubblicazione dell'album. |
| Slovacchia  | 2 880                                      | ČNS IFPI                                                                          | Vengono contate anche le unità totalizzate prima della pubblicazione dell'album. |
| Stati Uniti | 1 500                                      | Recording Industry Association of America                                         | Vengono contate anche le unità totalizzate prima della pubblicazione dell'album. |
| Sudafrica   | 1 200                                      | Recording Industry of South Africa                                                | Vengono contate anche le unità totalizzate prima della pubblicazione dell'album. |
| Svizzera    | 161 (premium) 1 185 (ad-supported)         | IFPI Schweiz                                                                      | Vengono contate anche le unità totalizzate prima della pubblicazione dell'album. Il numero totale di stream viene prima diviso per il numero totale di tracce dell'album, poi per il fattore di conversione.                                       |
| Ungheria    | 1 000 (premium) 5 000 (ad-supported)       | Magyar Hangfelvétel-kiadók Szövetsége                                             | Vengono contate anche le unità totalizzate prima della pubblicazione dell'album. |

## Critiche
Hugh McIntyre di Forbes ha notato che il conteggio delle riproduzioni in streaming per classifiche e certificazioni ha portato alcuni artisti a pubblicare dischi con liste tracce eccessivamente lunghe. Lo stesso problema è stato portato a galla da Brian Josephs, autore per la rivista Spin, che ha affermato: "Se sei un artista pop conosciuto in cerca di successo, puoi teoricamente ingannare il sistema includendo una ventina di canzoni in un album per aumentarne le unità equivalenti e quindi le vendite, approfittando degli ascoltatori che vogliono sentire il disco per intero." Ha portato come esempio Heartbreak on a Full Moon di Chris Brown, pubblicato a ottobre 2017 e contenente 45 tracce.